# Kaingaroa
Kaingaroa ist eine Siedlung im Far North District der Region Northland auf der Nordinsel von Neuseeland.

## Geographie
Die Siedlung liegt 6,5 km östlich von Awanui direkt am New Zealand State Highway 10, der die Siedlung mit den Orten der Ostküste sowie der Westküste von Northland verbindet. Rund 6 km nördlich der Siedlung befindet sich der Naturhafen Rangaunu Harbour.

## Bildungswesen
Die Siedlung verfügt mit der Kaingaroa School über eine Grundschule mit den Jahrgangsstufen 1 bis 8. Im Jahr 2017 besuchten 115 Schüler die Schule.